# Arroz con mariscos
El arroz con mariscos o a la marinera es un plato típico latinoamericano popular en países como Colombia, Ecuador y Perú.

## Variedades

### Colombia

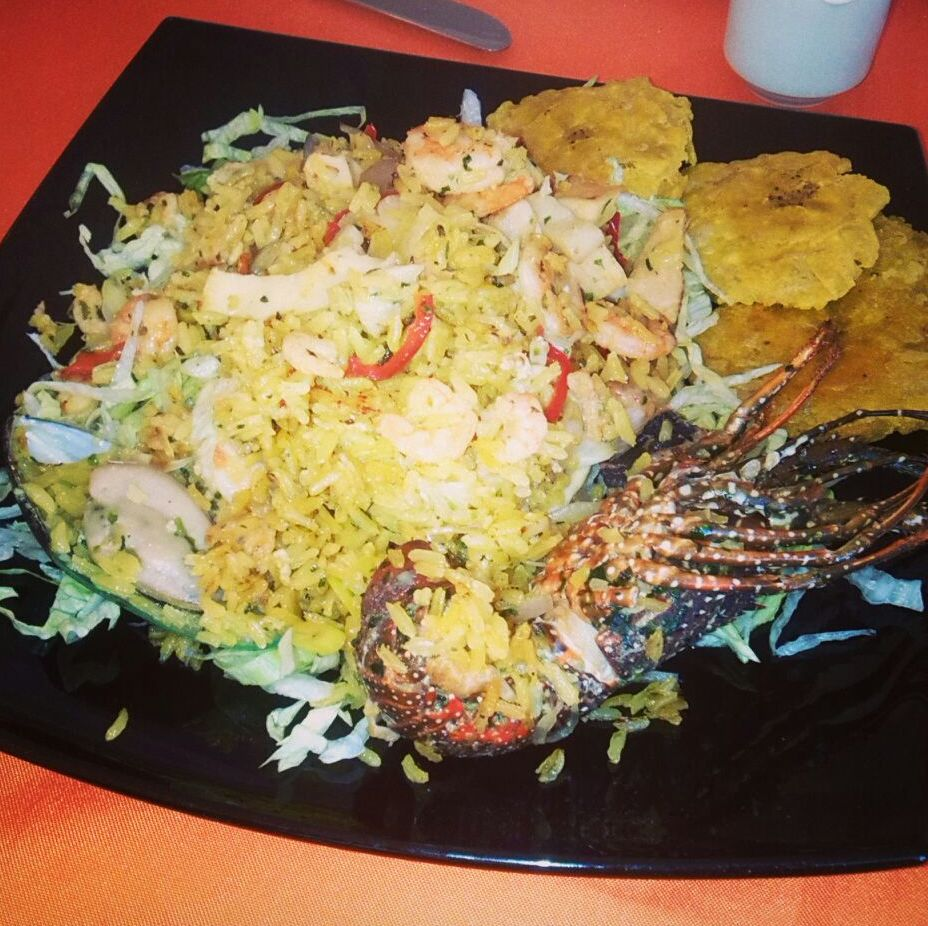
Arroz con mariscos. Barranquilla, Colombia.

También se conoce como arroz marinero o a la marinera. Su consumo y preparación se encuentra a lo largo de las costas Caribe y Pacífica. Se acompaña con patacones, papas fritas, yuca frita o cocida y ensalada. En la preparación se utilizan mariscos como camarón, calamar, pulpo, jaiba, mejillones, langostinos, langosta, piangua (en el Pacífico), pescado, caracol, almeja, tortuga (en La Guajira), entre otros. En la Costa Caribe, por lo general se prepara en leche de coco o en caldo de pescado.

### Perú

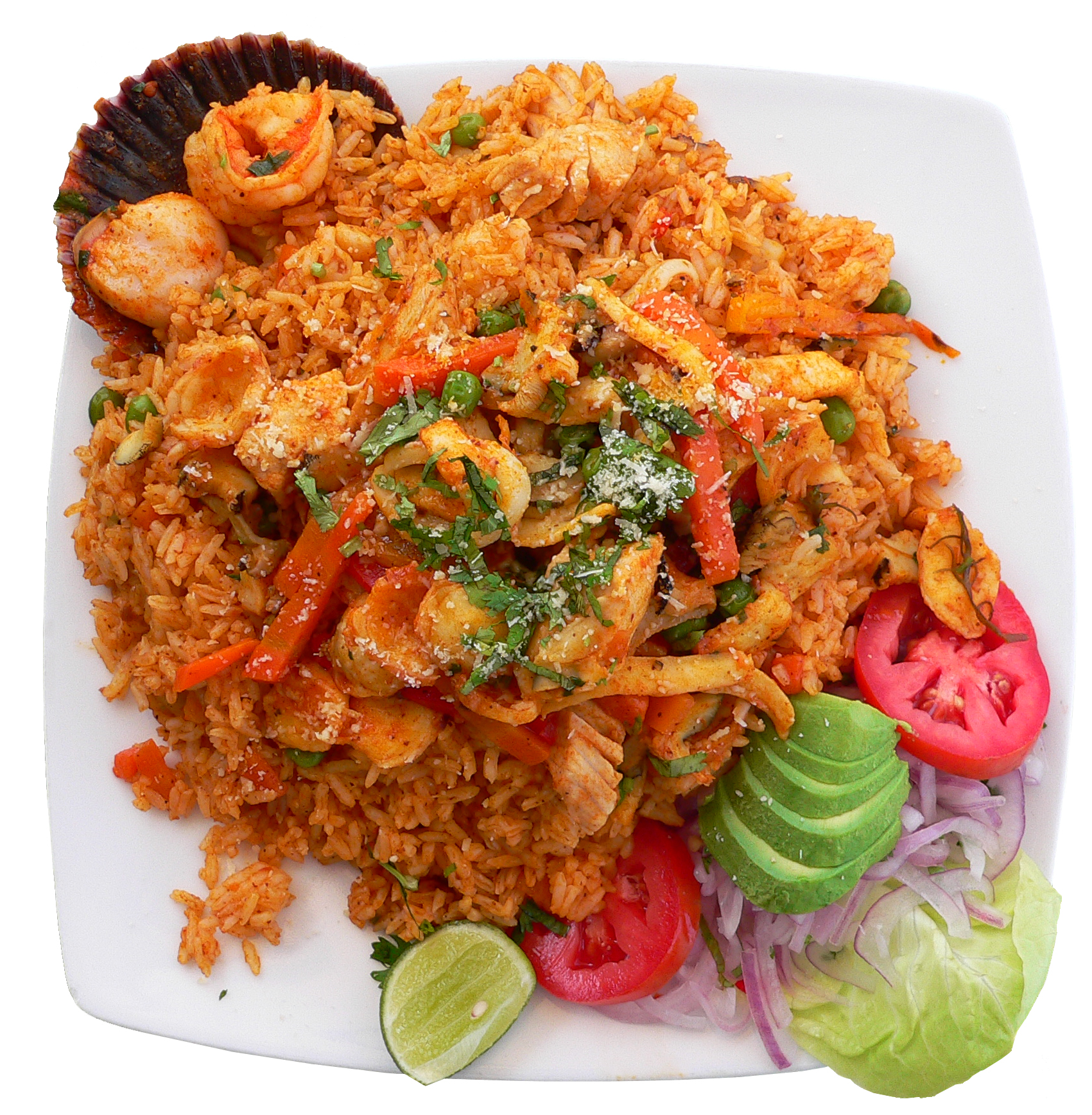
Arroz con mariscos peruano.

Es típico de la costa, formando parte de festivales gastronómicos, por ejemplo en el puerto del Callao, y en bufés de restaurantes locales. Junto al ceviche y la jalea, el arroz con mariscos es uno de los platos marinos más populares en el Perú y suelen consumirse en forma conjunta. 